# تری متوپریم
تری متوپریم (به انگلیسی: trimethoprim)
رده درمانی: آنتی‌بیوتیک
اشکال دارویی: قرص ، شربت

## موارد مصرف
تری متوپریم یک آنتی‌بیوتیک باکتریواستاتیک وسیع الطیف است که در درمان عفونت‌ها به خصوص عفونت‌های ادراری مصرف دارد. البته اغلب تری متوپریم به همراه سولفامتوکسازول در ترکیب با هم (به نام کوتریموکسازول) به کار می‌رود. در پروفیلاکسی عفونت‌های ادراری، پنوموسیستس کارینی نیز مصرف دارد.

## مکانیسم اثر
تریمتوپریم با تداخل در عملکرد آنزیم دی هیدروفولات ردوکتاز باکتری‌ها ساخت اسید تترا هیدروفولیک را مهار می‌کند. تتراهیدروفولیک اسید کوفاکتور ضروری در ساخت تیمیدین و DNA می‌باشد. باکتری‌هایی که اسید فولیک را خودشان تولید می‌کنند به این دارو حساس هستند لذا این دارو تکثیر آن‌ها را متوقف می‌کند.

## عوارض جانبی
حساسیت به نور، کم‌خونی، سندرم استیونس جانسون، تهوع و بثورات جلدی.